# Cities: Skylines II
Cities: Skylines II ist eine am 24. Oktober 2023 erschienene Städtebausimulation des finnischen Entwicklerstudios Colossal Order, das zuvor schon Cities in Motion, Cities in Motion 2 und den Vorgänger Cities: Skylines entwickelte. Publisher ist wie beim Vorgänger Paradox Interactive.

## Spielprinzip
Wie bereits der Vorgänger simuliert Cities: Skylines II die Entwicklung einer Stadt unter Berücksichtigung verschiedener Faktoren, wie etwa Verkehr, Wirtschaft, Finanzen oder Bildung. Entscheidungen des Spielers sollen Einfluss auf die eigene Stadt haben. Der zweite Teil der Reihe soll zudem einen gesteigerten Realismus bieten, der sich unter anderem durch Rattenplagen, Hagelstürme oder auch den Wechsel der Jahreszeiten erkenntlich macht. Im Gegensatz zum Vorgänger wird die Spielkarte aus einer größeren Anzahl, von genau 441 Abschnitten, genannt Kacheln, bestehen, die dann 159 Quadratkilometer groß sei.
Es war geplant, von Beginn an Modifikationen („Mods“) für das Spiel zu erlauben. Tatsächlich wurden entsprechende Code- und Map-Editoren jedoch erst Monate später veröffentlicht. Mods werden anders als im Vorgänger nicht über den Steam Workshop installiert, sondern über eine von Paradox eigens entwickelte Plattform.

## Veröffentlichung
Am 6. März 2023 wurde Cities: Skylines II im Rahmen des YouTube-Livestreams Paradox Announcement Show für PC, Xbox Series und PlayStation 5 angekündigt. Im Juni 2023 wurde das Veröffentlichungsdatum für die PC-Version, der 24. Oktober 2023, bekannt gegeben. Für Xbox Series und Playstation 5 wiederum war die Veröffentlichung für Frühjahr 2024 geplant. Die PC-Version ist wie geplant am 24. Oktober 2023 erschienen, jedoch wurde der Release der Konsolenversion aufgrund von Performanceproblemen immer wieder verschoben. Im Juli 2024 nannten die Entwickler kein genaues Datum mehr und verschoben die Konsolenversionen auf unbestimmte Zeit.

## Rezeption und Kontroversen
Cities: Skylines II wurde laut Wertungsaggregator Metacritic „im Allgemeinen positiv“ von der Computerspielpresse aufgenommen. Laut OpenCritic empfehlen 57 Prozent der Kritiker das Spiel; der Durchschnitt unter den „Top-Kritikern“ liegt bei 75 %.
Zum Release wurden zwar zahlreiche Verbesserungen gegenüber dem Vorgänger positiv hervorgehoben, jedoch wurde das Spiel als unfertig angesehen. Ein Hauptkritikpunkt von Cities Skylines II waren die starken Performance-Probleme, sodass das Spiel bei höheren Bevölkerungszahlen selbst auf High-End-Rechnern nicht flüssig lief und sogar die Entwickler davor warnten. Dabei wurde einerseits die offene Kommunikation seitens der Entwickler gelobt, andererseits aber kritisiert, dass das Spiel dennoch zum Vollpreis auf den Markt gebracht wurde, obwohl die Entwickler von den Problemen wussten. Als weiterer Kritikpunkt und Zeichen für die Unreife des Spiels wurden die „leblosen“ Städte gesehen, da viele Situationen weniger detailreich animiert sind als noch im Vorgänger, etwa in öffentlichen Parks oder bei der Feuerwehr, zudem wurden die versprochenen simulierten Warenketten noch als unausgereift bewertet.
Als das Entwicklerstudio im März 2024 das erste Asset Pack Beach Properties veröffentlichte, gab es heftige Reaktionen von Spielern. Auf der Verkaufsplattform Steam wurde das Asset Pack zu 96 % negativ bewertet. Spieler fanden es unpassend, dass bereits eine Erweiterung veröffentlicht wird, während das Hauptspiel nach wie vor an Bugs und Performance-Problemen krankte, kritisierten aber auch den hohen Preis von 10 Euro für lediglich ein paar zusätzliche Modelle und Texturen für bestimmte Gebäude. Colossal Order entschuldigte sich später bei den Spielern, machte die Erweiterung kostenfrei und erstattete rückwirkend den Kaufpreis.
Sechs Monate nach Release (im April 2024) konnte durch zahlreiche Updates zwar eine Steigerung der Framerate gemessen werden, der Spielfluss wurde aber noch immer teils von Rucklern unterbrochen. GameStar kam zehn Monate nach Release (im August 2024) zu dem Fazit, dass sich Cities Skylines II immer noch wie ein Early-Access-Spiel anfühle und konnte noch keine generelle Kaufempfehlung aussprechen. Gelobt wurde allerdings, dass es zumindest Fortschritte gegeben habe und der Entwickler nach wie vor bemüht sei, die Probleme in den Griff zu bekommen. Im April 2025 zog Michael Graf von GameStar nach 600 Stunden verbrachter Spielzeit das Zwischenfazit, dass Cities: Skylines 2 „inzwischen besser geworden“ sei, es aber nach wie vor nervenaufreibende Fehler und Probleme gebe.

### Verkäufe
Drei Monate nach Release wurden eine Million Kopien des Spiels verkauft. Der Vorgänger erreichte diese Verkaufszahlen bereits nach einem Monat.